# Субстанція
Субста́нція, перви́нна субста́нція (лат. substantia — істотність; те, що лежить в основі, синоніми: істотність, речовинність, істота, річ, матерія, суть, основа, голова) — у філософії — єдина основа всього існуючого, основа буття. Основний складовий елемент. 
В арістотелівській логіці перша з десяти категорій (класів, розрядів, які спрощують процес розумового визначення будь-якої речі), річ яка існує сама по собі, а не лише як видозміна чогось іншого. Приклади окремих субстанцій можна легко знайти в усіх природних тілах: мінералах, рослинах, істотах. Різноманітні частини цих тіл, такі як листя, стовбури, органи та кінцівки теж входять в категорію первинних субстанцій.
СУБСТАНЦІЯ – незмінна основа всього існуючого, протилежна мінливому і випадковому; основний складовий елемент; матерія в усіх формах її руху; будь-яка речовина.

## Приклади окремих субстанцій
Субстанція відповідає на запитання «Що це (є)?». Напр.: людина, голова, дитина, мозок, пес, троянда, залізо, ведмідь, діамант, мідь, пантера, тюльпан, нога, нирка, лапа, ягня, гілка, жолудь тощо.